# Chorebus artemisiellus
Chorebus artemisiellus är en stekelart som beskrevs av Griffiths 1968. Chorebus artemisiellus ingår i släktet Chorebus och familjen bracksteklar. Inga underarter finns listade i Catalogue of Life.